# Franck Berrier
 Franck Berrier  (Argentan, Francia; 2 de febrero de 1984-13 de agosto de 2021) fue un futbolista francés. Jugaba de centrocampista y su último equipo fue el KV Mechelen de Bélgica.

## Clubes
| Club           | País    | Año         |
| -------------- | ------- | ----------- |
| SM Caen        | Francia | 2003 - 2006 |
| AS Beauvais    | Francia | 2006 - 2007 |
| AS Cannes      | Francia | 2007 - 2008 |
| Zulte Waregem  | Bélgica | 2008 - 2010 |
| Standard Lieja | Bélgica | 2010 - 2012 |
| Zulte Waregem  | Bélgica | 2012 - 2013 |
| K.V. Oostende  | Bélgica | 2013 - 2018 |
| KV Mechelen    | Bélgica | 2018 - 2019 |

## Palmarés

### Campeonatos nacionales
| Título          | Club           | País    | Año     |
| --------------- | -------------- | ------- | ------- |
| Copa de Bélgica | Standard Lieja | Bélgica | 2010-11 |